# Falcidius apterus
Falcidius apterus är en insektsart som först beskrevs av Fabricius 1794.  Falcidius apterus ingår i släktet Falcidius och familjen sköldstritar. Inga underarter finns listade i Catalogue of Life.